# 海因里希·博伊厄
海因里希·博伊厄（德語：Heinrich Boie，1794年5月4日—1827年9月4日），19世纪德国動物學家，其兄长弗里德里希·博伊厄也是一名動物學家，兄弟二人对49种爬行动物和数种两栖动物首次作出了科学描述。
博伊厄先後在基尔大学和哥廷根大学學習法律，期間透過德国生理學家布鲁门巴赫與蒂德曼的講座對自然史產生了興趣，後被任命為荷蘭國立自然史博物館館長特明克的助手。1825年，他與德国博物學家薩洛蒙·米勒一同前往爪哇岛為博物館收集標本，1827年在島上病故，享年33歲。
1842年，英国动物学家格雷为紀念博伊厄兄弟二人在两栖爬行动物学領域所作的貢獻，取二人的姓氏命名了一種產自印度的壁虎，即博伊厄东虎（學名：Cnemaspis boiei）。

## 延伸閱讀
- Husson AM, Holthuis LB (1955). "The dates of publication of Verhandelingen over de natuurlijke Geschiedenis der Nederlandsche overzeesche Bezittingen edited by C. J. Temminck". Zoologische Mededelingen 34: 17–24. PDF （页面存档备份，存于）